# (72929) 2002 AV8
(72929) 2002 AV8 es un asteroide perteneciente al cinturón de asteroides, región del sistema solar que se encuentra entre las órbitas de Marte y Júpiter.
Fue descubierto el 7 de enero de 2002 por el equipo del proyecto Spacewatch desde el observatorio Nacional de Kitt Peak.

## Designación y nombre
Designado provisionalmente como 2002 AV8.

## Características orbitales
2002 AV8 está situado a una distancia media del Sol de 2,188 ua, pudiendo alejarse hasta 2,431 ua y acercarse hasta 1,944 ua. Su excentricidad es 0,111 y la inclinación orbital 3,765 grados. Emplea 1181,76 días en completar una órbita alrededor del Sol.

## Características físicas
La magnitud absoluta de 2002 AV8 es 16,41.